# Gubernatorzy Antyli Holenderskich
Gubernator Antyli Holenderskich reprezentował holenderską monarchię na wyspach. Jego głównym obowiązkiem było strzeżenie interesów Królestwa Niderlandów. Był on odpowiedzialny przed holenderskim rządem i mianowany przez monarchę. Antyle Holenderskie istniały w latach 1848-2010.

## Lista gubernatorówAntyli Holenderskichod 1848
- 1848 - 1854: Isaäc Johannes Rammelman Elsevier
- 1854 - 1856: Jacob Bennebroek Gravenhorst
- 1856 - 1859: Reinhart Frans van Lansberge
- 1859 - 1866: Johannes Didericus Crol
- 1866 - 1870: Abraham Mathieu de Rouville
- 1870 - 1877: Herman François Gerardus Wagner
- 1877 - 1880: Hendrik Bernardus Kip
- 1880 - 1882: Johannes Herbert August Willem baron van Heerdt tot Eversberg
- 1882 - 1890: Nicolaas van den Brandhof
- 1890 - 1901: Charles Augustinus Henry Barge
- 1901 - 1901: Theodorus Isaak Andreas Nuyens
- 1901 - 1909: Jan Olpbert de Jong van Beeken Donk
- 1909 - 1909: John Brown Gorsira
- 1909 - 1919: Theodorus Isaak Andreas Nuyens
- 1919 - 1921: Oscar Louis Helfrich
- 1921 - 1921: John Brown Gorsira
- 1921 - 1928: Nikolaas Johannes Laurentius Brantjes
- 1928 - 1929: Marius van Dijk
- 1929 - 1929: Leonardus Albert Fruytier
- 1929 - 1930: Herman Bernard Cornelis Schotborgh
- 1930 - 1936: Bartholomaeus Wouther Theodorus van Slobbe
- 1936 - 1936: Frans Adriaan Jas
- 1936 - 1942: Gielliam Johannes Josephus Wouters
- 1942 - 1948: Piet Kasteel
- 1948 - 1948: Cornelius Süthoff
- 1948 - 1951: Leonard Antoon Hubert Peters
- 1951 - 1956: Teun Struycken
- 1956 - 1957: Frans E.J. van der Valk
- 1957 - 1961: Antonius B. Speekenbrink
- 1961 - 1962: Christiaan Winkel
- 1962 - 1962: A.P.J. van Bruggen
- 1962 - 1970: Nicolaas Debrot
- 1970 - 1983: Bernadito M. Leito
- 1983 - 1990: René A. Römer
- 1990 - 2002: Jaime Saleh
- 2002 - 2010: Frits Goedgedrag